# Dwór w Jugowicach
Dwór w Jugowicach – dwór wybudowany w drugiej połowie XIX w. w Jugowicach.

## Położenie
Dwór położony jest w Jugowicach – wsi, w województwie dolnośląskim, w powiecie wałbrzyskim, w gminie Walim.

## Opis
Piętrowy dwór wybudowany na wysokiej podmurówce, kryty dachem dwuspadowym.